# شست‌بریده حبشی
شست‌بُریدهٔ حبشی (نام علمی: Colobus guereza) نام یک گونه از تیره میمون بر قدیم است.